# Bundesstraße 190
Die Bundesstraße 190 (Abkürzung: B 190) ist eine deutsche Bundesstraße im Bundesland Sachsen-Anhalt zwischen Salzwedel und Seehausen (Altmark). Die Bundesstraße 190 ist Teil der Straße der Romanik, welche auch über die alte Strecke durch Arendsee führt.

## Geschichte
Die 41,5 km lange preußische Staatschaussee Nr. 86b wurde 1854 fertiggestellt. Sie verband die preußischen Staatschausseen 86 (Magdeburg - Lüneburg, heutige B 71) und 86a (Magdeburg - Wittenberge, heutige B 189).
Die Reichsstraße 190 wurde um 1937 eingeführt. Diese Straße lag vollständig auf dem Territorium der DDR und wurde als Fernverkehrsstraße 190 (Abkürzung F 190) bezeichnet.
Die Stadt Arendsee wird seit dem 5. Oktober 1995 mittels einer Umgehungsstraße umfahren.